# Estadio Metropolitano
Wanda Metropolitano er et stadion beliggende i Spaniens hovedstad Madrid. Det har siden 2017/18-sæsonen været hjemmebane for Atlético Madrid, hvor det afløste Estadio Vicente Calderón. Der er en kapacitet på 67.703 siddepladser.
UEFA Champions League finalen 2019 blev afviklet på dette stadion.

## Navn
Først var det kendt som Estadio de la Comunidad de Madrid, senere Estadio Olímpico de Madrid, men mest kendt er det under kælenavnet Estadio de La Peineta. I 2017 solgte Atlético Madrid navnerettighederne til kinesiske Wanda Group. På grund af UEFAs sponsorregler bliver stedet omtalt Estadio Metropolitano ved UEFA-kampe.